# الفتاة في نسيج العنكبوت (فلم)
الفتاة في نسيج العنكبوت (بالإنجليزية: The Girl in the Spider's Web) هو فيلم جريمة من إخراج فيدي ألفاريز وكتبه ستيفن نايت، ألفاريز وجاي باسو، الفيلم مبني علي رواية تحمل نفس الاسم. الفيلم هو إعادة إحياء للسلسلة بطاقم تمثيل مختلف للفيلم بعد فيلم الفتاة مع وشم التنين للمخرج ديفيد فينشر . الفيلم من بطولة النجوم كلير فوي في دور ليزبيث سالاندر بعد أن لعبت روني مارا الدور في الفيلم السابق، يحكي قصة سالاندر أثناء محاولتها إنقاذ النساء اللواتي يتعرضن للضرب. صدر في صالات السينما من قبل سوني بيكتشر. وعرض في السويد في 26 تشرين الأول / أكتوبر 2018، وفي الولايات المتحدة يوم 9 نوفمبر عام 2018.

## المقدمة
القرصانة الإلكترونية الشابة ليزبيث سالاندر والصحفي ميكائيل بلومكفيست يجدان أنفسهما مُحاصريْن في شبكة جواسيس، مجرمين إنترنت ومسئولين حكوميين فاسدين

## طاقم الفيلم
- كلير فوي في دور ليزبيث سالاندر، قرصانة إلكترونية التي تعرضت لأذي نفسي وجنسي شديد وهي شقيقة كاميلا التوأم.
  - بيا جدسون ليزبيث سالاندر (الصغيرة في السن)
- سفيرير جودناسون في دور ميكائيل "بلومكفيست"الصحفي وحبيب/شريك ليزبيث.
- لاكيث ستانفيلد في دور إيد نيهام، الخبير الأمني الذي تتبع سالاندر.
- سيلفيا هويكس في دور كاميلا سالاندر، شقيقة ليزبيث التوأم والمسؤولة عن جرائم الفساد.
  - كارلوتا فون في دور كاميلا سالاندر (الصغيرة في السن)
- ستيفن ميرشانت في دور فرانس بالدر
- كلايس بانج
- كريستوفر في دور أوجست بالدر
- كاميرون بريتون في دور بليج أحد المقربين من ليزبيث — خبير كمبيوتر الذي تتصل به عندما تحتاج للمساعدة.
- أندريه بيجيك في دور ماريا
- فولكر بروك

## الإنتاج
في تشرين الثاني / نوفمبر 2016, نشرت مجلة فارايتي أن سوني كانت في مفاوضات مع فيدي ألفاريز لإخراج الفيلم، وايلي بوش كمنتج. في آذار / مارس 2017 ، أعلن أن الفيلم سيكون من بطولة نجوم جدد، وأن الإنتاج سيبدء في أيلول / سبتمبر 2017. في مايو 2017 ، أعلن أن كلير فوي هي المرشحة الاوفر حظا للعب دور سالاندر، في أيلول / سبتمبر 2017 ، أعلن رسميا أن كلير فوي ستقوم بدور البطولة في الفيلم. انضمت سيلفيا هويكس لطاقم عمل الفيلم في تشرين الأول / أكتوبر عام 2017.
التصوير الرئيسي للفيلم بدأ في كانون الثاني / يناير 2018 في برلين, و انتهي في نيسان / أبريل عام 2018 ، في ستوكهولم.

## الإصدار
الفتاة في نسيح العنكبوت من المقرر أن يصدر في صالات السينما في 9 تشرين الثاني 2018 من قبل شركة سوني. كان من المقرر أصلا في 5 تشرين الأول / أكتوبر عام 2018. أول إعلان تشويقي صدر في 7 يونيو 2018.

## روابط خارجية
- مقالات تستعمل روابط فنية بلا صلة مع ويكي بيانات

لا توجد روابط لمواقع التواصل الاجتماعي.